# Hartville (Missouri)
Hartville és una població dels Estats Units a l'estat de Missouri. Segons el cens del 2000 tenia 607 habitants.

## Demografia
Segons el cens del 2000, Hartville tenia 607 habitants, 252 habitatges, i 143 famílies. La densitat de població era de 378 habitants per km².
Dels 252 habitatges en un 28,2% hi vivien nens de menys de 18 anys, en un 43,7% hi vivien parelles casades, en un 9,9% dones solteres, i en un 42,9% no eren unitats familiars. En el 38,1% dels habitatges hi vivien persones soles el 27% de les quals corresponia a persones de 65 anys o més que vivien soles. El nombre mitjà de persones vivint en cada habitatge era de 2,16 i el nombre mitjà de persones que vivien en cada família era de 2,91.
Per edats la població es repartia de la següent manera: un 22,7% tenia menys de 18 anys, un 8,4% entre 18 i 24, un 20,4% entre 25 i 44, un 21,1% de 45 a 60 i un 27,3% 65 anys o més.
L'edat mediana era de 44 anys. Per cada 100 dones de 18 o més anys hi havia 77,7 homes.
La renda mediana per habitatge era de 17.222 $ i la renda mediana per família de 27.115 $. Els homes tenien una renda mediana de 20.000 $ mentre que les dones 17.969 $. La renda per capita de la població era d'11.360 $. Entorn del 18% de les famílies i el 24,3% de la població estaven per davall del llindar de pobresa.

## Poblacions més properes
El següent diagrama mostra les poblacions més properes.